# Ничипоренко Валентин Миколайович
Валентин Миколайович Ничипоренко (нар. 25 лютого 1961, Київ) — український політик, народний депутат України 7-го та 8-го скликань.

## Життєпис
Валентин Ничипоренко народився 25 лютого 1961 року в Києві. У 1979 році закінчив Київське річкове училище, отримав одразу дві спеціальності: моториста-стернового і слюсаря-судноремонтника. Працював на суднах «Укррічфлоту», плавав на теплоходах Дніпром. Цього ж року був призваний на строкову військову службу. Після строкової служби у війську тривалий час працював на Дослідному заводі Інституту автоматики шліфувальником. У 1985—1988 роках закінчив Київський вечірній машинобудівний технікум.
У 1989 році родина Ничипоренків переїхала з Києва до Чернігівської області.
Закінчив Міжрегіональну академію управління персоналом у 1999 році.
У 1992 — заснував та очолив власне автотранспортне підприємство «Добро», яке працює й нині. З 1992 до 2012 року був там директором. Займався також виробництвом цегли та аграрним бізнесом. До того працював майстром з ремонту взуття, сторожем, шліфувальником на заводі та моряком на суднах «Укррічфлоту». Член правління Федерації кінного спорту України, був головою Всеукраїнської асоціації «Аматорів кінного спорту України».
1999 року обійняв посаду генерального директора ТОВ «Жашківський кінний завод» (був ним до 2012 року).
У 2006 — обраний депутатом Київської обласної ради. Член комісії з аграрних питань та земельних відносин.
У 2007 році в селищі Східниця Ничипоренко збудував санаторій «Три сини та донька».
З 2010 року — керівник громадської ініціативи «Відродження Черкащини».
З листопада 2012 — був обраний народним депутатом 7-го скликання 199 округу (Черкаська область) як безпартійний самовисуванець, член фракції Партії регіонів. 17 лютого 2014 року вийшов з неї, за кілька днів приєднався до групи «Економічний розвиток». Член Комітету Верховної Ради України з питань податкової та митної політики. Був членом групи «Партія “Відродження”», у січні 2018 року вийшов з неї, став позафракційним.
У 2019 році балотувався до Верховної Ради 9 скликання по 199 округу (Черкаська область) як безпартійний самовисуванець.
Власник автомобіля марки «Morgan Aero 8».

## Політична діяльність
Один зі 148 депутатів Верховної Ради України, які підписали звернення до Сейму Республіки Польща з проханням визнати геноцидом поляків події національно-визвольної війни України 1942—1944 років. Цей крок перший Президент України Леонід Кравчук кваліфікував як національну зраду.

## Нагороди
- Орден святого рівноапостольного князя Володимира III ступеня Української православної церкви Московського патріархату.

## Сім'я
У 1986 році одружився. Подружжя має трьох синів та дочку.